# Georg Neumark

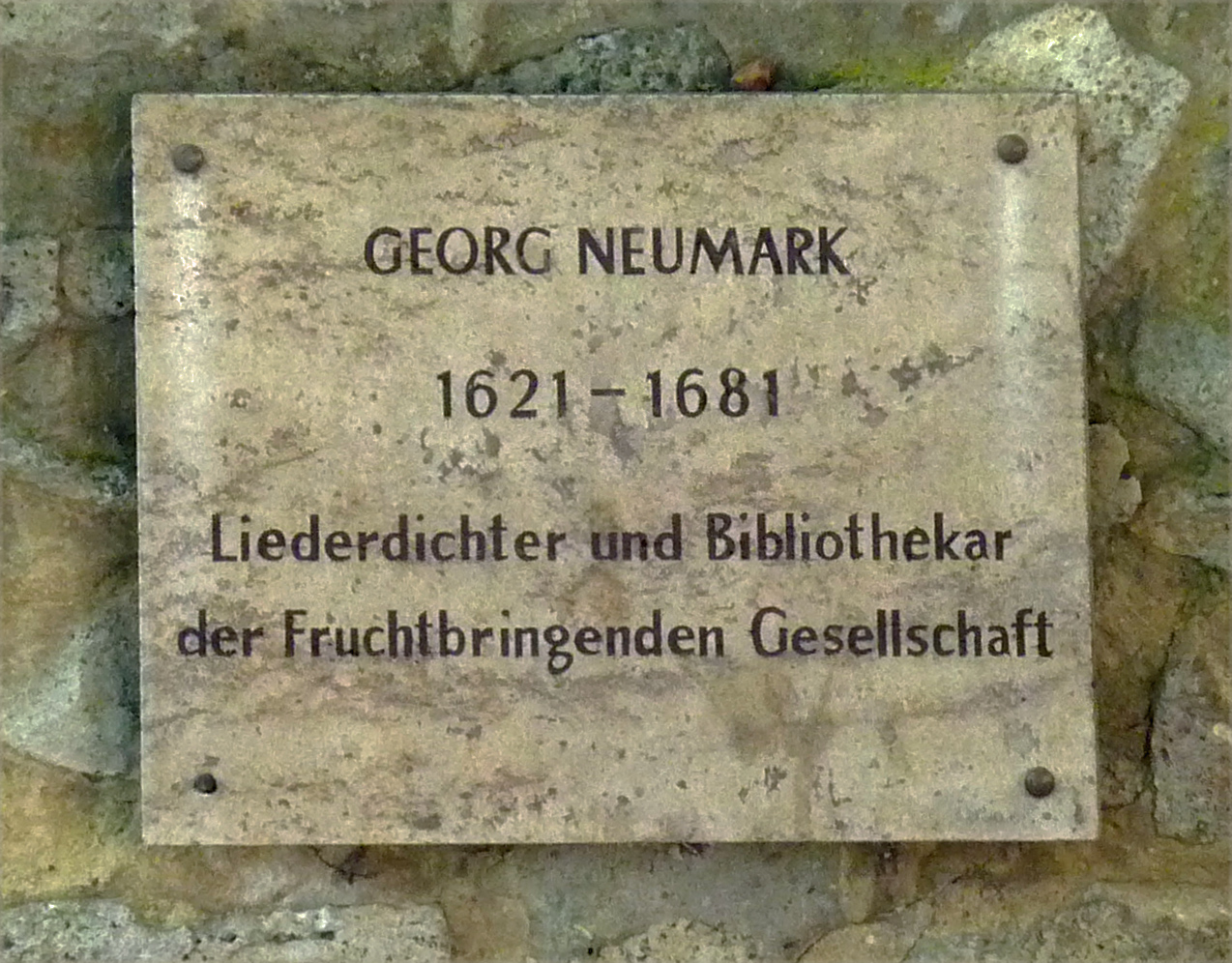
Placa conmemorativa a Neumark en el cementerio Jakobskirchhof de Weimar.

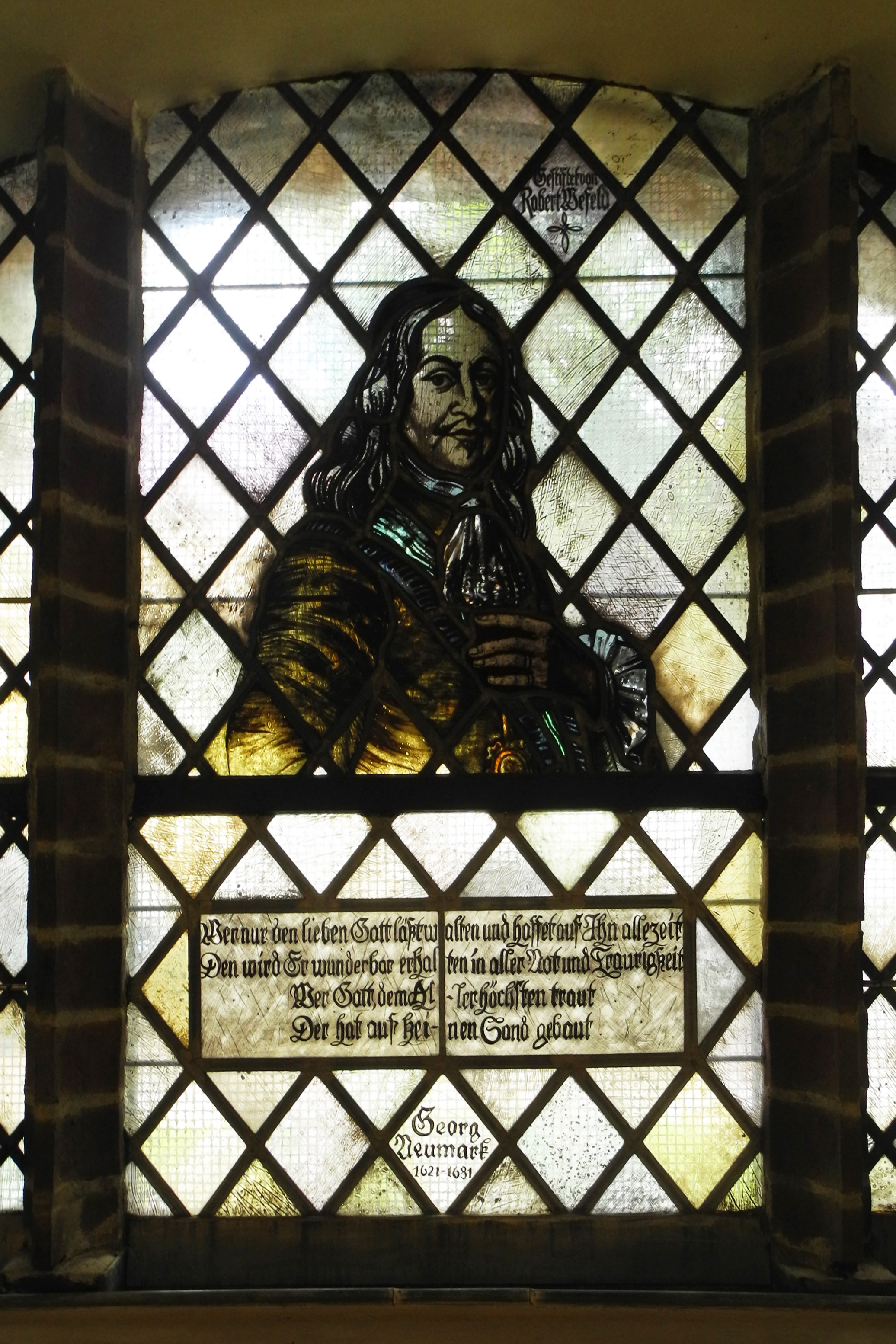
Neumark en una vidriera de la iglesia Paul Gerhardt en Lübben.

Georg Neumark (Bad Langensalza, 16 de marzo de 1621 – Weimar, 8 de julio de 1681) fue un poeta, compositor, bibliotecario y escritor de himnos alemán.

## Vida
Nació en Bad Langensalza en 1621. Sus padres eran Michael Neumark y su esposa Martha. Desde 1630 se formó en el gymnasium de Schleusingen y más tarde se trasladó al de Gotha. En 1640 empezó sus estudios de derecho en la Universidad de Königsberg. Huyendo del tumulto de la guerra de los treinta años asumió un puesto como tutor en Kiel. En 1643 logró regresar a Königsberg, donde se dedicó cada vez más a la música, en la que fue enormemente apoyado por Simon Dach. Después de graduarse en derecho Neumark fue primero a Danzig y en 1649 a Thorn. Dos años más tarde, en 1651, regresó a su Turingia natal. Allí su tío, el concejal Plattner, le presentó al duque Guillermo IV de Sajonia-Weimar, que lo nombró  Kanzleiregistrator  y en 1652 bibliotecario.
Al año siguiente el duque llevó a Neumark al Fruchtbringende Gesellschaft. Recibió el sobrenombre de der Sprossende (el brote) y el lema Nützlich und ergetzlich (práctico y encantador), así como el emblema Schwarzbraune gefüllte Nelken (clavel marrón oscuro). En 1656 fue elegido Erzschreinhalter der Fruchtbringenden Gesellschaft (guardián del santuario). La Pegnesischer Blumenorden (un sociedad de poetas en Núremberg que toma su nombre del río Pegnitz) aceptó a Neumark como miembro en 1679. Mantuvo una extensa correspondencia, aunque no sin problemas con el presidente de la sociedad, Sigmund von Birken, que actuó como su agente literario. En 1681 se quedó ciego, a pesar de ello se le permitió conservar sus puestos hasta su muerte.
El 8 de julio de 1681 Neumark falleció a la edad de 60 años en Weimar, donde fue enterrado en el cementerio Jacobsfriedhof. La iglesia evangélica en Alemania marca su memorial el 9 de julio.

## Obra
Entre su producción se pueden destacar las siguientes obras:
- "Wer nur den lieben Gott läßt walten", 1641. Este es su himno más conocido, utilizado por Johann Sebastian Bach en su cantata Wer nur den lieben Gott läßt walten, BWV 93 de 1724.[3][4]
- "Poetisch- und Musikalisches Lustwäldchen", Hamburgo 1652.
- "Fortgepflantzter Musikalisch-Poetischer Lustwald", Jena 1657.
- "Christlicher Potentaten Ehren-Krohne", Jena 1675.
- "Poetisch-Historischer Lustgarten", Frankfurt/Main 1666.
- "Poetische Tafeln, oder gründliche Anweisung zur deutschen Verskunst", Núremberg 1668.
- "Der Neu-Sprossende Teutsche Palmbaum", Núremberg 1669.
- "Thränendes Haus-Kreutz", Weimar 1681. (digitalizado)